# Nânta
Nânta sau Nânti (în greacă Νότια, în meglenoromână : Nắnti sau Nǫ́nti; în turcă Nutya sau Yediköy) este un sat în Meglen, în regiunea Macedonia Centrală din Grecia . 

## Geografie și localizare
Satul se află la poalele părții sudice a Muntelui Kozuf, la 17 km nord-est de orașul Aridaia, la o altitudine de 595 de metri.  În trecut, satul era sediul fostei episocpii de Meglen. 
Este situat în partea de nord a zonei Meglen, într-o mică vale între Munții Kozuf în est, Paiko la sud-est și Nidze la nord-vest, la aproximativ 17 km nord de satul Exaplatanos. La începutul secolului XX, Nânta a constat din 8 mahalale. 

## Istorie
În sat au fost descoperite rămășițe ale erei macedonene și romane. 
Satul este menționat pentru prima oară ca Enotia ( Ένωτια ) de Ghiorghios Kedrenos în secolul al XI-lea, când descrie asediul Cetății Meglen de împăratul bizantin Vasile al II-lea . În 1350, împăratul Ioan VI Cantacuzino a menționat din nou Notia ( Nότια ). Pe dealul abrupt de deasupra satului sunt rămășițele unei cetăți medievale.  Nânta este în mod tradițional cel mai mare sat meglenoromân din Meglen . Locuitorii se ocupau în principal cu ceramica, deoarece în jurul satului erau resurse de lut. 
După prăbușirea cetății Meglen, la începutul secolului al XI-lea, Nânta a fost un centru al regiunii Meglen timp de secole. Populația sa până în 1924 a fost majoritar meglenoromână, care și-a schimbat religia în a doua jumătate a secolului al XVIII-lea și au devenit musulmani . Este ultima islamizare din zona Meglen, care a avut loc relativ recent. Conform tradiției păstrate în toate satele meglenite, un eveniment a avut loc în Ziua Paștelui, când episcopul, în loc să urmeze liturghia și să binecuvânteze oamenii cu binecuvântarea obișnuită "Hristos a înviat", ia binecuvântat în limba turcă și le-a recomandat să devină musulmani și el însuși a devenit capul noii religii islamice. 
Conform legendelor locale, inițial Nânta a fost desfășurată în 10 cătune separate, care în timpul Imperiului Otoman s-au mutat într-un singur loc.  În 1759, întregul sat a fost islamizat, condus de episcopul meglenit Ioan.   Cele patru biserici locale au fost transformate în moschei. O parte din locuitorii din Nânta, care nu au acceptat islamul, au fugit în Veria, Naousa și Resen . Printre refugiați a fost și Dore, originarul familiei Resen, Ljupcevi, din care și originea lui Andrei Lapchev.  Între locuitorii islamizați, încă s-au mai observat în secolele mai târziu o serie de obiceiuri neislamice, cum ar fi sărbătorirea Sf. Gheorghe și a lui Sfântul Ilie .  Satul avea de asemenea un nume paralel în limba turcă, Yediköy . 
În vremurile vechi, satul Nânta avea aspectul unui oraș, dar a început treptat să cadă în favoarea altor așezări care au început să se dezvolte în orașe precum Gevgelija, Aridaia și alte centre. 
Mulți au suferit în primul război mondial, mai ales în 1916, când locuitorii săi au fost deportați în centrul Bulgariei de la autoritățile militare bulgare, pentru că aici a trecut linia frontului. După încheierea războiului, jumătate din sat a revenit.
În conformitate cu Tratatul de la Lausanne, în 1924, populația musulmană din Grecia a fost evacuată forțat și, în locul lor, autoritățile grecești au stabilit familii de refugiați din Anatolia și Caucaz .  În 1928, 216 de familii de refugiați grecești locuiau în sat cu un total de 901 de locuitori. 
Nânta au fost grav afectată în timpul celui de- al doilea război mondial, în special în ofensiva din ianuarie 1944, când soldații bulgari au ars și ucis 4- de săteni. Mai târziu a suferit și în timpul războiului civil, când o parte a populației sa mutat în Macedonia de Nord și în țările din Europa de Est, iar majoritatea autorităților monarhice grecești l-au forțat să se mute în celelalte sate meglenite. După încheierea războaielor, satul a fost restaurat. 

## Economie
Satul produce cantități mari de cartofi, iar unele familii, în special de sărăcăciani, se ocupă de creșterea animalelor, pentru care există condiții favorabile datorită terenurilor montane fără precedent adecvate pentru creșterea animalelor. 

## Demografie
Conform statisticilor Vasil Kănciov („Macedonia. Etnografie și Statistică“) în 1900, în Nânta trăiau 3.500 vlahi-muslumani, 160 romi-musulmani.  Potrivit datelor secretarului de exarhă bulgar Dimitar Mishev ("La Macédoine et sa Population Chrétienne"), în 1905, în 1907, în Nânta erau 168 de romi. 
În 1920 Lugunța a fost identificat cu 1.000 de case musulmane de vlahi. 
În recensământul din 1913 a fost înregistrat cu 3.442 de locuitori. În timpul primului război mondial, din cauza proximității acțiunilor militare, satul a suferit, în special în 1916, iar locuitorii săi au fost deportați în interiorul Bulgariei de autoritățile bulgare. Doar jumătate din locuitori s-au întors în sat. Prin urmare, în recensământul din 1920, satul a fost condus de o populație semi-populată, adică numai 1.607 de locuitori. În 1924, în cadrul schimburilor de populație dintre Grecia și Turcia, populația musulmană a fost evacuată cu forța în Turcia, în timp ce familiile de refugiați greci au fost stabilite în locul lor. Recensământul din 1928 a fost înregistrat ca așezare de refugiați cu 712 de locuitori, iar în 1940 numărul acestora a crescut la 1.098 de locuitori. Satul a fost grav avariat și a fost complet abandonat în timpul celui de-Al Doilea Război Mondial și al Războiului Civil Grec, iar după sfârșitul celor două războaie a fost reînnoit, dar cu mai puțini locuitori, deoarece cei mai mulți nu s-au întors în sat. În recensământul din 1951 au fost doar 95 de locuitori, în 1961 numărul acestora a crescut la 437, în 1971 au fost înscriși 440, în 1981 412, iar în 1991 367 de locuitori, inclusiv unele din familiile satului Leskovo, precum și familiile de sărăcăciani s-au mutat aici după normalizarea situației.
Potrivit unui raport din 1993, satul este o așezare mixtă și a păstrat două limbi minoritare: greaca pontică și meglenoromâna, ambele la nivel mijlociu.
În recensământul efectuat în 2001 au fost înregistrați 388 de locuitori. În ultimul recensământ efectuat în 2011 au fost înregistrați în sat 309 de locuitori.
| Anul      | 1940  | 1951 | 1961 | 1971 | 1981 | 1991 | 2001 | 2011 |
| --------- | ----- | ---- | ---- | ---- | ---- | ---- | ---- | ---- |
| Populație | 1.098 | 95   | 437  | 440  | 412  | 367  | 388  | 309  |

## Instituții
- Secția de poliție